# Llei antihomosexual d'Uganda
La Llei antihomosexual d'Uganda de 2014 va ser aprovada pel Parlament d'Uganda el 20 de desembre de 2013 amb la presó perpètua substituïda per la pena de mort. El projecte de llei va ser signat pel president d'Uganda Yoweri Museveni el 24 de febrer de 2014. L'1 d'agost de 2014, però, el Tribunal Constitucional d'Uganda va dictaminar que la llei no era vàlida per raons de procediment.
La Llei, en cas d'entrar en vigor, ampliarà la criminalització de les relacions entre persones del mateix sexe a Uganda a escala nacional. També inclou disposicions sobre persones alienes a Uganda que són acusades de violar la llei, tot afirmant que podrien ser extradides a Uganda per ser castigades allà. La llei també inclou sancions per a particulars, empreses i organitzacions no governamentals que ajudin o promoguin actes sexuals del mateix sexe, incloent-hi la realització d'un matrimoni gai.
Les relacions entre persones del mateix sexe han estat il·legals a Uganda des del govern colonial britànic -com ho són en molts països d'Àfrica- i abans d'aprovar aquesta llei, eren sancionades amb presó durant 14 anys. La llei va ser presentada com a projecte privat de llei del diputat David Bahati el 14 d'octubre de 2009. Es va aprovar una moció especial per presentar el projecte de llei un mes després d'una conferència en què tres cristians dels Estats Units van afirmar que l'homosexualitat és una amenaça directa per a la cohesió de les famílies africanes.
Diverses fonts han assenyalat que la llei ha agreujat l'homofòbia endèmica i les discussions sobre aquest assumpte al país.